# Kernquadrupolresonanz-Spektroskopie
Die Kernquadrupolresonanz-Spektroskopie (oder auch -Tomographie, im englischen Nuclear quadrupole resonance, abgekürzt NQR genannt) ist eine aus der Kernspinresonanztomographie (NMR) abgeleitete (je nach Verfahren auch bildgebende) Untersuchungstechnik in der Materialwissenschaft, Sicherheitstechnik und Medizin. Sie wird benutzt, um Atome darzustellen, deren Kerne ein Quadrupolmoment besitzen (beispielsweise Stickstoff-14, Chlor-35 oder Kupfer-63). Im Gegensatz zur NMR kommt die NQR ohne ein statisches äußeres Magnetfeld aus, weshalb dieses Verfahren auch manchmal Nullfeld-NMR (zero-field NMR) genannt wird. Ein Problem der Kernquadrupolresonanz-Spektroskopie ist, dass viele der untersuchten Transitfrequenzen stark von der Temperatur abhängen, was die Verwendung der Kernquadrupolresonanz-Spektroskopie außerhalb der Materialwissenschaft schwierig macht. Ein anderes sind die geringen Signalstärken der Resonanzfunksignale.
Weltweit gibt es einige Forschergruppen, die aktuell daran arbeiten, die Kernquadrupolresonanz-Spektroskopie zur Detektierung von Explosivstoffen (meistens Stickstoffverbindungen) oder Rauschgiften einzusetzen. Erste Geräte zur Erkennung von Landminen und Bomben in Gepäckstücken wurden schon getestet, wobei die ersten derartigen Detektoren bereits bei den Olympischen Spielen 1996 in Atlanta eingesetzt wurden. Eine weitere Anwendung ist die Messung der Zusammensetzung von Wasser, Öl und Gas bei Ölbohrungen in Echtzeit, um den Förderprozess besser steuern zu können. 
Das System selbst besteht aus einem Funkwellensender, einer Spule (Quadrupolmagnet) zur Erzeugung des magnetischen Erregungsfeldes und einem Funkwellenempfänger, der die NQR-Antworten der Atome auswertet. Bei Doppel- oder Mehrfachresonanzverfahren werden zusätzlich die Verhältnisse der von verschiedenen Atomen gesendeten Resonanzsignale betrachtet, um auch bei Verbindungen, die sehr geringe Resonanzsignale liefern (zum Beispiel TNT), eine gute Empfindlichkeit zu erreichen.